# Wojciech Czuchnowski
Wojciech Janusz Czuchnowski (ur. 4 listopada 1964 w Zgierzu) – polski dziennikarz i publicysta, od 2002 roku związany z „Gazetą Wyborczą”.

## Życiorys
Studiował filmoznawstwo na Uniwersytecie Jagiellońskim, lecz studia przerwał w trakcie piątego roku.
W latach 1987–1989 pracował w wydawnictwach niezależnych w Krakowie (Arka, Tumult, Świat).
W latach 1990–1995 pracował dla „Czasu Krakowskiego”, w roku 1995 dla „Gazety Krakowskiej”, w latach 1995–1997 dla „Super Expressu” (Kraków, Warszawa), w latach 1998–1999 dla „Życia” (Warszawa), w roku 2000 dla „Dziennika Polskiego”, w latach 2000–2002 dla „Przekroju” i ponownie dla „Życia”. Nieprzerwanie od 2002 roku jest dziennikarzem „Gazety Wyborczej” (Kraków, Warszawa). W latach 1999–2000 pracował w MSWiA jako urzędnik przy Oświęcimskim Rządowym Programie Strategicznym.
W styczniu 2015 Stowarzyszenie Dziennikarzy Polskich przyznało Wojciechowi Czuchnowskiemu i Piotrowi Stasińskiemu tytuł Hieny Roku w związku z wypowiedziami dotyczącymi protestu w siedzibie Państwowej Komisji Wyborczej 20 listopada 2014. W obronie Czuchnowskiego i Stasińskiego serwis wyborcza.pl opublikował listy otwarty, który podpisało ponad 85 dziennikarzy z różnych redakcji. 3 lutego zarząd SDP w wydanym oświadczeniu zawiesił swoją decyzję o antynagrodzie dla Czuchnowskiego (dla Stasińskiego utrzymał), co według słów prezesa SDP oznacza, że „Czuchnowski nie jest wskazany jako laureat antynagrody Hiena Roku 2014”.
Wraz z Judytą Watołą i Jackiem Brzuszkiewiczem został laureatem nagrody Grand Press 2020 w kategorii Dziennikarstwo śledcze za cykl „Zdemaskowani”, „Respiratory od handlarza bronią”, „Lewe respiratory pod osłoną służb”.
Mieszka w Krakowie i Warszawie. Był żonaty z Agnieszką Czuchnowską (zmarła 25 maja 2022), z którą ma troje dzieci. 8 lipca 2023 wziął ślub z Magdaleną Fitas (wcześniej Dukaczewską, byłą żoną generała Marka Dukaczewskiego).
W grudniu 2023 roku otrzymał tytuł Dziennikarza Roku Grand Press.

## Publikacje
- W 2003 roku wydał nakładem wydawnictwa Znak książkę pt. Blizna. Proces Kurii krakowskiej 1953, ISBN 83-240-0271-5.
- W 2013 nakładem wydawnictwa spółki Agora ukazała się książka autorstwa Wojciecha Czuchnowskiego i Agnieszki Kublik pt. Kret w Watykanie, będąca wywiadem-rzeką z Tomaszem Turowskim[10][11].
- W 2023 roku nakładem wydawnictwa spółki Agora ukazała się książka autorstwa Wojciecha Czuchnowskiego pt. Dzbanek rozbity. Sceny z życia, choroby, śmierci i żałoby, ISBN 978-83-268-4109-5.